# 克劳德·尼科尔森 (英国陆军军官)
陆军准将克劳德·尼科尔森CB （1898年6月2日—1943年6月26日）是一名曾于两次世界大战期间服役于英国陆军的军人，以在第二次世界大战期间负责指挥防御加来而著称。

## 早年生活与军事生涯
克劳德·尼科尔森于1898年6月2日生于英格兰伦敦切尔西，是来自汉普郡的烈酒商理查德·弗朗西斯·尼科尔森的长子。他最初就读于温彻斯特公学，随后在1915年进入桑德赫斯特皇家军事学院就读，并在第一次世界大战期间随第16枪骑兵团在法国和比利时服役。战争结束后，他曾于巴勒斯坦、印度和埃及服役。 1928年至1929年期间，尼科尔森在坎伯雷参谋学院进修，并在随后的两年间服务于陆军部。1934年，他被擢升为荣誉少校。1935年12月31日，克劳德·尼科尔森同乌尔莎·凯瑟琳·汉伯利-特雷茜结为夫妇。
1938年，尼科尔森被擢升为中校，并在坎伯雷参谋学院任教，随后被调往印度指挥第16/第5女王皇家枪骑兵团直至1939年。

## 第二次世界大战期间
战争甫一爆发，尼科尔森就被召回本土，负责指挥第30步兵旅。该步兵旅于1940年4月20日被组建并被派往挪威。后来成为少将的丹尼斯·塔尔伯特当时是该旅的参谋长。
1940年5月23日，第三十步兵旅从多佛尔出发，横渡英吉利海峡抵达加来，并在布洛涅战役期间解救守军。可是，随着德军步步紧逼，这项任务已经不可能实现，尼科尔森被迫退守加来。
德军开始向加莱城区推进并准备围攻该城。适逢发电机计划前期，英军计划自敦刻尔克将英国远征军撤离欧陆。次日，尼科尔森告诉手下官佐，第30步兵旅可能会被撤回本土。同日，德军向加来发动猛攻，尼科尔森下令放弃部分难以防守或缺乏战术战略价值的地点，退至易守难攻之处，例如要塞和火车站。25日晨间，德军派加莱市长前来劝降，声称若不投降，德国空军将把城镇夷为平地。尼科尔森答道：“投降？我可不会投降。告诉那些德国人，要是他们想要夺取这座城市，他们可得付出些代价。”双方恢复交火。 时任陆军大臣安东尼·艾登发来电报，声称：“加莱之防御对与帝国和远征军可谓是至关重要，亦是英法合作对敌之决心的体现。帝国命运皆系于此，政府抗敌之信心亦寄予尔等。望汝勉励抗敌，不辱帝国军人之声名。”此后，德军再次劝降，尼科尔森又一次拒绝：“我们和你们一样，都身负着战斗到底的职责，所以，我的答复是‘不’。” 之后，尼科尔森视察前线，激励士气。是夜，丘吉尔发来电报：“你部坚守阵地多一分钟，就对远征军多一分利好。帝国政府对你部的出色防御和无私奉献表达无上的敬意，并命令你部坚守阵地。注意，你部将不会被撤出战场，重复，不会被撤出战场。原定撤离你部之船舰已悉数返回多佛港。”丘吉尔日后回忆，他在发出这封电报后感到了生理上的不适。5月26日，在经过长期的火力准备之后，德军突破了守军的防线，尼科尔森准将与众多官兵被俘。
1940年6月4日，丘吉尔针对第30步兵旅在加来的战斗做了如下演说：
|  | The Rifle Brigade, the 60th Rifles and the Queen Victoria’s Rifles, with a battalion of British tanks and one thousand Frenchmen – in all about four thousand strong – defended Calais to the last. The British Brigadier was given an hour to surrender. He spurned the offer, and four days of intense street fighting passed before silence reigned over Calais, which marked the end of a memorable resistance. Only thirty un-wounded survivors were brought off by the Royal Navy, and we do not know the fate of their comrades. Their sacrifice was not however in vain. At least two armoured divisions, which otherwise would have been turned against the British Expeditionary Force, had to be sent to overcome them. They have added another page to the glories of the Light Division and the time gained enabled the Gravelines Walnlieu to be flooded and to be held by French troops; and thus it was that the port of Dunkirk was kept open. 这个编有第六十步兵团、维多利亚女王步兵团和一个坦克营的步兵旅，同一千名法国士兵并肩作战，这支四千人的部队坚守加来直至最后一刻。指挥官曾有一个小时的时间考虑投降事宜，而在经过长达四日的激烈巷战后，他用铿锵有力的拒绝为这次英勇的抵抗画上了句号。皇家海军只从该地撤离了三十名没有受伤的士兵，而他们同袍的命运就此落入未知，但是，他们的牺牲并非徒劳。他们牵制了两个德国装甲师，使其不得不转向进攻加来，而非像计划中的那样进攻敦刻尔克，给我们的远征军争取到了喘息之机，他们还为法军注水淹没Gravelines Walnlieu并在此设防争取了时间，使得敦刻尔克港能够持续运作，这四千名士兵在轻步兵师的历史上留下辉煌的一章。 |

尼科尔森被押往萨尔茨堡，后来被转移至黑森。

## 卡廷惨案
被俘期间，尼科尔森被任命为独立调查员，证明卡廷惨案并非德国人所为。作为战俘营里的美英高级军官，尼科尔森和美国军官约翰·H·范弗里特上校（即“范弗里特报告”的作者）因不想成为纳粹宣传的一环而拒绝。后来，范弗利特和另一位美国军官被迫前往东欧。

## 身死
尼科尔森于1943年死于德国城市富尔达河畔罗滕堡，当时他尚处羁押状态。依据其死亡证明，他在饱受抑郁症摧残之后坠楼自杀，因颅骨骨折而被送入医院，最终于1943年6月26日凌晨不治身亡，葬于罗滕堡公共墓地。《泰晤士报》上刊登的讣告中，尼科尔森的死亡日期是6月26日或27日。
克劳德·尼科尔森因1940年在加来英勇作战获颁三等巴斯勋章。

## 后世评价
1949年，温斯顿·丘吉尔撰文声称尼科尔森指挥盟军在加来的防守牵制了德军对敦刻尔克的进攻，缓解了英国远征军的压力，而在1951年，前德国国防军总参谋长，陆军大将海因茨·古德里安对此提出异议。1966年，英国陆军军官、历史学家莱昂内尔·埃利斯认为布洛涅-加来一线的盟军牵制了三个德国装甲师，使得敦刻尔克的盟军能够大力撤出其部队。2006年，卡尔-海因茨·弗雷泽撰文声称相较加来围攻战，盟军于5月21日发起的阿腊斯战役对德军的战略影响更大。希特勒与德军高层对于尚未遭到严重打击就撤向沿海，实力尚存的盟军威胁德军侧翼感到担忧。英军对布洛涅的快速增援延缓了德军进攻的速度，使其于5月22日再度向前推进时遭到阻击。

## 影视形象
在2017年的电影《至暗时刻》中，理查德·格罗弗饰演克劳德·尼科尔森准将。在影片中，为了使英国远征军能够顺利撤离敦刻尔克，丘吉尔命令尼科尔森不惜一切代价死守加来。丘吉尔于1940年5月25日发出的电报被全文引用。